# Roland Freisler
Roland Freisler (Celle, 30 d'octubre de 1893 - Berlín, 3 de febrer de 1945) va ser un advocat, militar, polític nazi i President del Tribunal Popular o Cort del Poble (Volksgerichtshof) de l'Alemanya Nazi, va ser un dels més temuts i implacables jutges del nazisme; escenificava farses judicials amb la seva manera grollera i humiliant de dirigir-se als encausats i la prohibició d'usar cinturons (a fi que els caiguessin els pantalons ridiculitzant-los davant de l'audiència) va ocasionar que fins als mateixos nazis de l'entorn de Hitler el rebutgessin.

## Biografia

### Inicis
Fill d'un enginyer, Freisler va ser combatent durant la Primera Guerra Mundial en què va aconseguir el rang de tinent l'any 1915. Va ser capturat pels russos i enviat a la rereguarda russa com presoner de guerra on va aprendre rus i es va interessar pel marxisme. Els bolxevics el van utilitzar per portar al camp carregaments de menjar. L'any 1920, després de la guerra, va tornar a Alemanya com a fervent comunista.
Va estudiar Dret a la Universitat de Jena, va treballar a Kassel com a advocat i com a regidor de la ciutat al Völkisch-Sozialer Block, un grup extremadament nacionalista. L'any 1928 es va casar amb Marion Russegger i va tenir dos fills.

### Carrera sota el nazisme
El juliol de 1925 es va unir al Partit Nazi amb el número 9679, com a enemic acèrrim de la República de Weimar, i l'any 1933 és designat Secretari d'Estat del Ministeri Prussià de Justícia del Tercer Reich. Malgrat la seva indiscutible eficàcia legal, rapidesa mental i oratòria fervorosa no se li permetia accedir al càrrec de ministre. Segons Uwe Wesel, l'elit nazi el veia compromès amb les ofenses del seu germà Oswald Freisler en contra del partit, a més el seu passat bolxevic el feia altament sospitós als ulls de Hitler i els seus oficials. Aparentment només gaudia de la simpatia de Goebbels, qui el va proposar com a ministre successor a la mort de Franz Gürtner en 1941. Segons fonts la resposta de Hitler va ser "Aquest antic bolxevic? No!".
El 1939 va introduir el decret "criminals juvenils precoços" que permetia per primera vegada en la història judicial alemanya sentenciar a pena capital a joves. A causa d'aquest decret més de 72 joves van ser sentenciats a mort, entre ells Helmuth Hübener, de 16 anys, per repartir pamflets antibèl·lics a 1942. També va introduir el terme "perpetrador" al "Decret contra els paràsits nacionals" de setembre de 1939, afegint característiques racials i biològiques a la legislació justificant major ús de força. Freisler participa com a representant del Ministeri de Justícia a la Conferència de Wannsee, on es va decidir dur a terme la "Solució Final" de l'anomenat "problema jueu" a Europa.

### President del Tribunal del Poble
El 20 d'agost de 1942, Hitler promou a Otto Thierack a Ministre de Justícia i Freisler passa a reemplaçar com a president del Tribunal Popular ("Volksgerichtshof"). Freisler actuava com a jutge, jurat i fiscal al mateix temps així com anotador, controlant totes les sentències escrites de la seva "Cort criminal Nacional-Socialista". Es calcula que aproximadament el 90% de les sentències van ser de mort i estaven determinades per endavant sent el judici una farsa judicial. Entre 1942 i 1945 es calculen en més de 5.000 execucions, de les quals 2.600 a mínim són directament responsabilitzades a Freisler. Sota el seu comandament tenia més de 200 jutges inquisidors. El febrer de 1943, Freisler va dirigir els judicis contra els joves estudiants de Múnic, que conformaven a l'organització dissident "La Rosa Blanca", i ordenà l'execució sumària dels germans Sophie i Hans Scholl, així com dels altres membres de l'organització. Aquestes execucions van ser dutes a terme immediatament a la guillotina per exigència directa de Freisler.
Després del fallit atemptat i cop d'estat del coronel comte Claus von Stauffenberg contra Hitler del 20 de juliol de 1944, va ser l'encarregat de jutjar els aproximadament 200 membres de la resistència alemanya anti-nazi com a president del Tribunal Popular ("Volksgerichtshof"), que van ser humiliats per ell de manera extrema. Hi ha filmacions que proven el maltractament a Witzleben, Hoepner, Hofacker, Goerdeler, Leber, Leuschner, Trott, Moltke, Berthold von Stauffenberg, Schwanenfeld, i el reverend Dietrich Bonhoeffer, el seu germà Klaus Bonhoeffer i els seus cunyats Hans von Dohnanyi i Rüdiger Schleicher. Durant el judici de 1944 a Ulrich Wilhelm Graf Schwerin von Schwanenfeld cridava tant que els enginyers de so tenien problemes amb els micròfons.

### Final
El 3 de febrer de 1945 es trobava jutjant a Berlín al tinent Fabian von Schlabrendorff; Li va assenyalar que "us enviaré directe a l'infern", al que von Schlabrendorff va respondre que "gustosament li permeto anar davant". Abans que acabés l'audiència, es va desencadenar sobre la ciutat un bombardeig aeri dels aliats tan sobtat que va impedir evacuar la sala. Després del bombardeig, Freisler va ser trobat mort sota d'una columna amb l'expedient de Schlabrendorff a la mà. Va ser el major bombardeig patit per Berlín des del començament de la guerra, gran part de la infraestructura del centre de la ciutat va resultar destruïda i es van suspendre els serveis de llum i aigua. Des del carrer Prinz Albrechtstrasse fins a l'estació de trens Anhalter Bahnhof Berlin estaven tots els edificis en flames. El jutge Harry Haffner (1900-1969), que va succeir a Freisler en la causa, va absoldre Fabian von Schlabrendorff per falta de proves.
Segons un corresponsal estranger "Ningú ha lamentat la seva mort" i segons Luise Jodl, la vídua del general Alfred Jodl, quan el seu cadàver va ser portat a l'hospital de Luetzow algú va exclamar: "És el veredicte de Déu". Freisler va ser enterrat al mausoleu familiar de la manera més anònima i no se li van reunir funerals d'estat per ordres expresses de Hitler, probablement per la seva antiga filiació comunista.
Els seus dos fills (Harald i Roland) van deixar d'utilitzar el cognom després de la seva mort. Després de la guerra la seva vídua Marion Russegger (1910 - 1997) va cobrar la pensió estatal per viduïtat fins a 1952.

## Llegat
Freisler està vist com un dels personatges que va encarnar l'abús del poder judicial durant un règim arbitrari i dictatorial. Freisler admirava Andréi Vyshinski.
A Múnic, alguns dels seus condemnats són avui recordats:
- Hans i Sophie Scholl donen nom a la plaça principal enfront de la universitat on van ser detinguts: Geschwister-Scholl-Platz.
- El seu amic Christoph Probst amb un carrer contigu, Christoph-Probst-Strasse.
- El seu professor Kurt Huber amb una altra plaça propera a la universitat: Professor-Huber-Platz.

## En cinema i televisió
Almenys cinc vegades ha estat interpretat a la pantalla:
- 1984 - Rainer Steffen a Wannseekonferenz, tv alemanya.
- 1996 - Brian Cox a Witness Against Hitler, tv anglesa
- 2001 - Owen Teale Conspiracy
- 2005 - André Hennicke a Sophie Scholl - The Final Days
- 2008 - Helmut Stauss a Valkyrie.

A la novel·la de Hans Fallada, Every Man Dies Alone (Jeder stirbt für sich allein), és esmentat com a Jutge Feilser.